# Jasmin Kurtić
Jasmin Kurtić (ur. 10 stycznia 1989 w Črnomelju) – słoweński piłkarz grający na pozycji ofensywnego pomocnika we włoskim klubie FC Südtirol.

## Kariera klubowa
Swoją karierę piłkarską Kurtić rozpoczął w klubie NK Bela Krajina. W sezonie 2007/2008 zadebiutował w nim w drugiej lidze słoweńskiej. Występował w nim do końca sezonu 2009/2010. Latem 2010 roku przeszedł do pierwszoligowego ND Gorica. Zadebiutował w nim 14 sierpnia 2010 roku w przegranym 0:1 wyjazdowym meczu z FC Koper. W ND Gorica grał do końca 2010 roku.
Na początku 2011 roku Kurtić przeszedł do US Città di Palermo. Swój debiut w Serie A zanotował 22 maja 2011 w przegranym 1:3 domowym meczu z Chievo Werona. W sezonie 2010/2011 rozegrał w barwach Palermo 4 ligowe mecze. Latem 2011 został na sezon 2011/2012 wypożyczony do drugoligowego AS Varese 1910. W nim był podstawowym zawodnikiem. Latem 2012 roku wrócił do Palermo.
Stan na 18 lutego 2019 r.
| Sezon   | Klub            | Kraj     | Rozgrywki | Mecze | Bramki |
| ------- | --------------- | -------- | --------- | ----- | ------ |
| 2008/09 | NK Bela Krajina | Słowenia | 2. SNL    | 22    | 2      |
| 2009/10 | NK Bela Krajina | Słowenia | 2. SNL    | 25    | 2      |
| 2010/11 | ND Gorica       | Słowenia | 1. SNL    | 15    | 0      |
| 2010/11 | US Palermo      | Włochy   | Serie A   | 4     | 1      |
| 2011/12 | AS Varese 1910  | Włochy   | Serie B   | 42    | 3      |
| 2012/13 | US Palermo      | Włochy   | Serie A   | 31    | 0      |
| 2013/14 | US Sassuolo     | Włochy   | Serie A   | 18    | 0      |
| 2013/14 | Torino FC       | Włochy   | Serie A   | 16    | 2      |
| 2014/15 | ACF Fiorentina  | Włochy   | Serie A   | 21    | 1      |
| 2015/16 | Atalanta BC     | Włochy   | Serie A   | 32    | 2      |
| 2016/17 | Atalanta BC     | Włochy   | Serie A   | 37    | 6      |
| 2017/18 | Atalanta BC     | Włochy   | Serie A   | 14    | 2      |
| 2017/18 | SPAL 2013       | Włochy   | Serie A   | 16    | 1      |
| 2018/19 | SPAL 2013       | Włochy   | Serie A   | 18    | 4      |

## Kariera reprezentacyjna
W reprezentacji Słowenii Kurtić zadebiutował 26 maja 2012 roku w zremisowanym 1:1 towarzyskim meczu z Grecją, rozegranym w Kufstein. W debiucie zdobył gola.